# Takafumi Suzuki
Takafumi Suzuki (født 17. november 1987) er en japansk fodboldspiller, som spiller for den japanske fodboldklub Thespakusatsu Gunma.